# Judo vid olympiska sommarspelen 2000
Resultat från tävlingarna i judo under olympiska sommarspelen 2000.

## Medaljsummering

### Medaljtabell
| Pl.    | Nation         | Guld | Silver | Brons | Totalt |
| ------ | -------------- | ---- | ------ | ----- | ------ |
| 1      | Japan          | 4    | 2      | 2     | 8      |
| 2      | Frankrike      | 2    | 2      | 2     | 6      |
| 3      | Kuba           | 2    | 2      | 1     | 5      |
| 4      | Kina           | 2    | 1      | 1     | 4      |
| 5      | Italien        | 1    | 0      | 3     | 4      |
| 6      | Nederländerna  | 1    | 0      | 0     | 1      |
| —      | Spanien        | 1    | 0      | 0     | 1      |
| —      | Turkiet        | 1    | 0      | 0     | 1      |
| 9      | Sydkorea       | 0    | 2      | 3     | 5      |
| 10     | Brasilien      | 0    | 2      | 0     | 2      |
| 11     | Ryssland       | 0    | 1      | 2     | 3      |
| 12     | Kanada         | 0    | 1      | 0     | 1      |
| —      | Storbritannien | 0    | 1      | 0     | 1      |
| 14     | Belgien        | 0    | 0      | 2     | 2      |
| —      | Estland        | 0    | 0      | 2     | 2      |
| 16     | Australien     | 0    | 0      | 1     | 1      |
| —      | Tyskland       | 0    | 0      | 1     | 1      |
| —      | Georgien       | 0    | 0      | 1     | 1      |
| —      | Kirgizistan    | 0    | 0      | 1     | 1      |
| —      | Lettland       | 0    | 0      | 1     | 1      |
| —      | Nordkorea      | 0    | 0      | 1     | 1      |
| —      | Portugal       | 0    | 0      | 1     | 1      |
| —      | Rumänien       | 0    | 0      | 1     | 1      |
| —      | Ukraina        | 0    | 0      | 1     | 1      |
| —      | Belarus        | 0    | 0      | 1     | 1      |
| Totalt | Totalt         | 14   | 14     | 28    | 56     |

### Herrar
| Event                               | Guld                        | Silver                      | Brons                                                     |
| Extra lättvikt (60 kg) Detaljer...  | Tadahiro Nomura Japan       | Jung Bu-Kyung Sydkorea      | Manolo Poulot Kuba Ajdyn Smaghulov Kirgizistan            |
| Halv lättvikt (66 kg) Detaljer...   | Hüseyin Özkan Turkiet       | Larbi Benboudaoud Frankrike | Girolamo Giovinazzo Italien Giorgi Vazagashvili Georgien  |
| Lättvikt (73 kg) Detaljer...        | Giuseppe Maddaloni Italien  | Tiago Camilo Brasilien      | Anatolij Larjukov Belarus Vsevolods Zeļonijs Lettland     |
| Halv mellanvikt (81 kg) Detaljer... | Makoto Takimoto Japan       | Cho In-Chul Sydkorea        | Nuno Delgado Portugal Aleksei Budõlin Estland             |
| Mellanvikt (90 kg) Detaljer...      | Mark Huizinga Nederländerna | Carlos Honorato Brasilien   | Frédéric Demontfaucon Frankrike Ruslan Masjurenko Ukraina |
| Halv tungvikt (100 kg) Detaljer...  | Kōsei Inoue Japan           | Nicolas Gill Kanada         | Juri Stepkine Ryssland Stéphane Traineau Frankrike        |
| Tungvikt (+100 kg) Detaljer...      | David Douillet Frankrike    | Shinichi Shinohara Japan    | Indrek Pertelson Estland Tamerlan Tmenov Ryssland         |

### Damer
| Event                               | Guld                           | Silver                    | Brons                                                |
| Extra lättvikt (48 kg) Detaljer...  | Ryoko Tamura Japan             | Ljubov Bruletova Ryssland | Anna-Maria Gradante Tyskland Ann Simons Belgien      |
| Halv lättvikt (52 kg) Detaljer...   | Legna Verdecia Kuba            | Noriko Narazaki Japan     | Kye Sun-Hi Nordkorea Liu Yuxiang Kina                |
| Lättvikt (57 kg) Detaljer...        | Isabel Fernández Spanien       | Driulis González Kuba     | Kie Kusakabe Japan Maria Pekli Australien            |
| Halv mellanvikt (63 kg) Detaljer... | Séverine Vandenhende Frankrike | Li Shufang Kina           | Gella Vandecaveye Belgien Jung Sung-Sook Sydkorea    |
| Mellanvikt (70 kg) Detaljer...      | Sibelis Veranes Kuba           | Kate Howey Storbritannien | Cho Min-Sun Sydkorea Ylenia Scapin Italien           |
| Halv tungvikt(78 kg) Detaljer...    | Tang Lin Kina                  | Céline Lebrun Frankrike   | Simona Richter Rumänien Emanuela Pierantozzi Italien |
| Tungvikt (+78 kg) Detaljer...       | Yuan Hua Kina                  | Daima Beltrán Kuba        | Kim Seon-Young Sydkorea Mayumi Yamashita Japan       |